# Lachamp
Lachamp is een plaats en voormalige gemeente in het Franse departement Lozère in de regio Occitanie en telt 142 inwoners (1999). De plaats maakt deel uit van het arrondissement Mende.

## Geschiedenis
Lachamp is op 1 januari 2019 gefuseerd met de gemeente Ribennes tot de gemeente Lachamp-Ribennes. 

## Geografie
De oppervlakte van Lachamp bedraagt 27,8 km², de bevolkingsdichtheid is 5,1 inwoners per km².
De onderstaande kaart toont de ligging van Lachamp met de belangrijkste infrastructuur en aangrenzende gemeenten.

## Demografie
Onderstaande figuur toont het verloop van het inwonertal.